# Amazing Fantasy
Az Amazing Fantasy egy amerikai képregénysorozat, mely a Marvel Comics kiadásában jelent meg. Ebben a sorozatban tűnt fel legelőször 1962-ben a Marvel egyik legismertebb és legnépszerűbb szuperhőse, Pókember.

## A sorozat megjelenésének története
A sorozat 1961 júniusában jelent meg először Amazing Adventures címen, melyben misztikus és tudományos-fantasztikus történetek jelentek meg. Ezekben a történetekben mutatkozott be a szörnyvadász Dr. Droom, a későbbi Doktor Druid. A sorozat címe hamarosan, 1961 decemberében Amazing Adult Fantasy-re módosult. Az egyes számokban öt rövidebb, meglepő és csattanós végü történet szerepelt.
1962 augusztusában a sorozat befejezése előtt, a 15. számmal a sorozat címe Amazing Fantasy lett. Martin Goodman megengedte Stan Leenek, hogy kísérletet tegyen egy új típusú szuperhős bemutatására. Ez az új hős egy kamasz, aki az addigi hagyományokkal szakítva nem az idősebb és tapasztaltabb főhős csatlósa. Egy hétköznapi személy, hétköznapi gondokkal és problémákkal. Az így megformált hős, Pókember azonnal nagy népszerűségre tett szert és a Marvel elindította az új szereplő saját sorozatát, az Amazing Spider-Man -t.
Az Amazing Fantasy 15. száma a rajongók és gyűjtők körében a képregény-történelem egyik legértékesebb darabja és mérföldköve. 2004 januárjában a Comic Guaranty LLC egy „szinte új” minőségű példányt bocsátott árverésre, mely rekord áron, 122 000 dollárért kelt el. A 100 Greatest Marvels of All Time című kiadványban, melyben a rajongók által leadott szavazatok alapján a legkedveltebb Marvel történetek kerültek újranyomtatásra, az Amazing Fantasy 15. száma az első helyre került.
A sorozat következő, 16. száma csak 1995-ben jelent meg. A Marvel szerkesztője Danny Fingeroth úgy látta, hogy a történetben (az Amazing Fantasy 15. és az Amazing Spider-Man első száma között) szakadék tátong, ezért 1995-ben még három száma jelent meg a sorozatnak.

### Második sorozat
A képregényt 2004-ben újrakezdték azzal a szándékkal, hogy új szereplőket mutassanak be a fiatalabb közönségnek.
A második sorozat első hat számában a Fiona Avery író és Mark Brooks rajzoló által megteremtett új szuperhősnő, a kamasz Araña szerepelt. A történetben a fiatal Anya Corazonnak egy titokzatos klán, a Pók Közösség kölcsönöz a Pókemberéhez hasonló képességeket egy misztikus, pókot ábrázoló tetoválás segítségével. Araña sikeresnek bizonyult, és saját sorozatot is kapott 2004 és 2005 között, valamint azóta is időről időre feltűnik más sorozatokban mint vendégszereplő.

## Bibliográfia
Marvel Comics
- Amazing Adventures #1–6 (1961. június – november)
- Amazing Adult Fantasy #7–14 (1961. december – 1962. július)
- Amazing Fantasy #15 (1962. augusztus)
- Amazing Fantasy #16–18 (1995. december – 1996. március)
- Amazing Fantasy Vol. 2, #1–20 (2004. augusztus – 2006. április)

Gyűjtemények
- Araña: The Heart of the Spider: Vol. 1: Heart of The Spider Digest (Amazing Fantasy #1–6) ISBN 0-7851-1506-4
- Scorpion: Poison Tomorrow Digest (Amazing Fantasy #7–13) ISBN 0-7851-1712-1
- Death’s Head 3.0: Unnatural Selection (Amazing Fantasy #16–20) ISBN 0-7851-2108-0

## Alkotók

### Amazing Adventures
| Rendszeres írók - Larry Lieber és Stan Lee, 1961 | Rendszeres rajzolók - Jack Kirby és Steve Ditko, 1961 - Don Heck (Amazing Adventures #5) - Paul Reinman (Amazing Adventures #6) |

### Amazing Adult Fantasy
Az Amazing Adult Fantasy számozása 7-el kezdődött az Amazing Adventures folytatásaként.
| Rendszeres írók - Stan Lee, 1961–1962 | Rendszeres rajzolók - Steve Ditko, 1961–1962 |

### Amazing Fantasy
Az Amazing Fantasy számozása, folytatva az Amazing Adult Fantasy-t, 15-tel kezdődött 1962-ben. A további számok 1995 és 1996 között jelentek meg.
| Rendszeres írók - Stan Lee, 1962 - Kurt Busiek, 1995–1996 | Rendszeres rajzolók - Steve Ditko, 1962 - Paul Lee, 1995–1996 - Terese Nielsen, Alexi Taylor, Greg Loundon, Ken Meyer, Jr. (Amazing Fantasy #17) |

### Amazing Fantasy, Volume 2
| Rendszeres írók - Fiona Avery, 2004–2005 (Amazing Fantasy #1–6) - Fred Van Lente, 2005 - Jeff Parker, 2005 - Karl Kesel, 2005 - Jay Faerber, 2005 - Greg Pak, Daniel Way, Roberto Aguirre-Sacasa, Dan Slott - Simon Furman, 2005 - Chris Kipiniak - Steve Niles | Rendszeres rajzolók - Mark Brooks, 2004–2005 (Amazing Fantasy #1–2, 5–6) - Roger Cruz, 2004 (Amazing Fantasy #3–4) - Leonard Kirk, 2005 - Dave Ross (Amazing Fantasy #9) - Federica Manfredi, 2005 - Carmine Di Giandomenico, 2005 - Carlos Magno, 2005 - Takeshi Miyazawa, Nick Dragotta, Jeff Parker, Pete Woods - James Raiz és Rob Campenella, 2005 - Carmine Di Giandomenico - Rafa Gares |